# 井原元造
井原 元造（いはら もととき）は、戦国時代の武将。安芸毛利家家臣。父は井原元師。母は毛利弘元の娘であるため、毛利元就の甥にあたる。

## 出自
井原氏は、高師直の弟・師久が安芸国高田郡井原村に住したことから、在名にちなんで井原氏を称した。父・井原元師の代に毛利弘元の娘を娶って毛利家との関係を深め、後に毛利家に帰属した。また、井原氏は安芸内藤氏、秋山氏、三田氏と共に「中郡衆」と称される。

## 生涯
毛利家家臣の井原元師の子として生まれ、毛利元就に仕える。
永正8年（1511年）10月30日、毛利家へ忠節を誓い、京関東御役の際に段銭を納めることを誓約する。
元就による安芸井上氏粛清の直後の天文19年（1550年）7月20日付で、毛利家臣団が元就の上意に従う旨を誓約した起請文に、元造も36番目に署名している。
天文21年（1552年）、備後国へ出陣して戦功を挙げ、元就・隆元父子に賞される。
弘治元年（1555年）から弘治3年（1557年）にかけて行われた防長経略では元就らに従軍せず、石見井原城の在番や、吉田郡山城に集められた人質の番を務めた。
没年は不明。嫡男の元良が跡を継いだ。